# Livonia (Indiana)
Livonia – miasto w Stanach Zjednoczonych, w stanie Indiana, w hrabstwie Washington.